# Ангелина Сербская
Ангелина Сербская (серб. Ангелина Српска; или мать Ангелина, серб. мати Ангелина; около 1440 — 30 июля 1520) — дочь албанского князя Георгия Арианити, супруга сербского деспота Стефана Бранковича. Канонизирована Православной церковью в лике преподобных, память совершается (по юлианскому календарю): 1 июля, 30 июля (Собор Сербских святых), 10 декабря (вместе с мужем Стефаном и сыном Иоанном, также канонизированными).

## Жизнь
Отцом Ангелины был Георгий Арианити, тесть легендарного Скандербега. Сведений о ранних годах её жизни не сохранилось. В браке со Стефаном у неё родилось двое сыновей: Георгий и Иоанн и две дочери: Мара и Милица Деспина. После изгнания своего мужа из Сербии около десяти лет провела, скрываясь от турок, в итальянской области Фурлании. Овдовела в 1476 году.
В 1486 году вместе с детьми переселилась в Срем, где венгерский король Матвей Корвин выделил им имение, туда же ею были перенесены останки супруга.

## Монашество
В 1509 году (по некоторым данным сразу после переезда в Срем) приняла монашеский постриг. В этом же году она отправила своего духовника Евгения к русскому великому князю Василию III с просьбой о помощи:

Наша держава ныне упадает, а твоя держава возвышается. Возьми же на себя нашу заботу и попечение о святых храмах и обителях, которые твои и мои благочестивые предки создали.

В своём прошении она сообщала о намерении построить церковь для останков её мужа, которые уже стали почитаться чудотворными. Ею был приобретён участок земли, а на средства Василия III к церкви, основанной Ангелиной, были пристроены кельи для монахинь. Так появился Крушедольский монастырь, где Ангелина стала настоятельницей. Скончалась в 1520 году.

## Храмы в честь святой Ангелины Сербской
Существует храм Александра Невского и Ангелины Сербской в Спасо-Преображенском Макариево-Писемском монастыре по адресу: Россия, Костромская обл., Буйский район, п/о Гавриловское, с. Макарий-на-Письме.